# Nettop
 (mai 2009).
Si vous disposez d'ouvrages ou d'articles de référence ou si vous connaissez des sites web de qualité traitant du thème abordé ici, merci de compléter l'article en donnant les références utiles à sa vérifiabilité et en les liant à la section « Notes et références ».

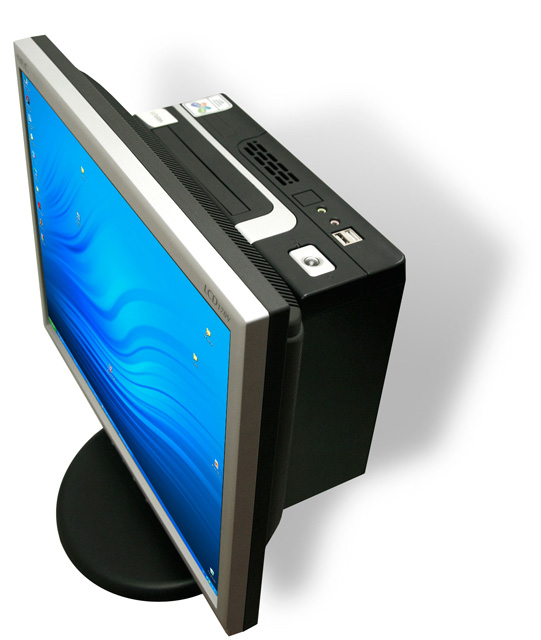
Un NetTop Arbyte

Un NetTop est un ordinateur de petite taille, destiné à effectuer des tâches informatiques basiques, telles la navigation sur internet, l'utilisation d'applications en ligne, des outils bureautiques courant (tableur, traitement de texte) ainsi que la lecture de fichiers audio ou vidéo. Les NetTops les plus récents disposent d'un chipset graphique ou d'un APU capable d'exécuter des jeux vidéo en détails faibles/moyens selon les titres.
Le mot « nettop » est un mot-valise, formé par la contraction de « internet » et « desktop » (ordinateur de bureau en anglais). Le concept est similaire aux netbooks, petit ordinateurs portatifs dont le Eee PC fut l'un des précurseurs.

## Historique
Avant 2008, les NetTops sont principalement destinés à des niches de marché. On trouve ainsi par exemple le Linutop et le Zonbu. Ces machines se caractérisent par une consommation électrique très faible, mais aussi des processeurs peu puissants et peu courants dans le monde de la micro personnelle (AMD Geode, VIA Eden). Ces matériels ont un tarif relativement faible (environ 280 € pour un Linutop).
En 2008, Intel met à la disposition des assembleurs sa plateforme Atom qui permet, pour un coût réduit, de mettre en place une plateforme à faible consommation électrique (ce qui limite le besoin de dissipation de chaleur). Elle conserve une puissance suffisante pour les usages bureautiques ainsi que la visualisation de vidéos (les vidéos Haute Définition nécessitent malgré tout l'usage de circuits de décodage matériel spécifiques).  Cette plateforme sera notamment utilisée pour la réalisation de l'Eee Box.

## Usages actuels

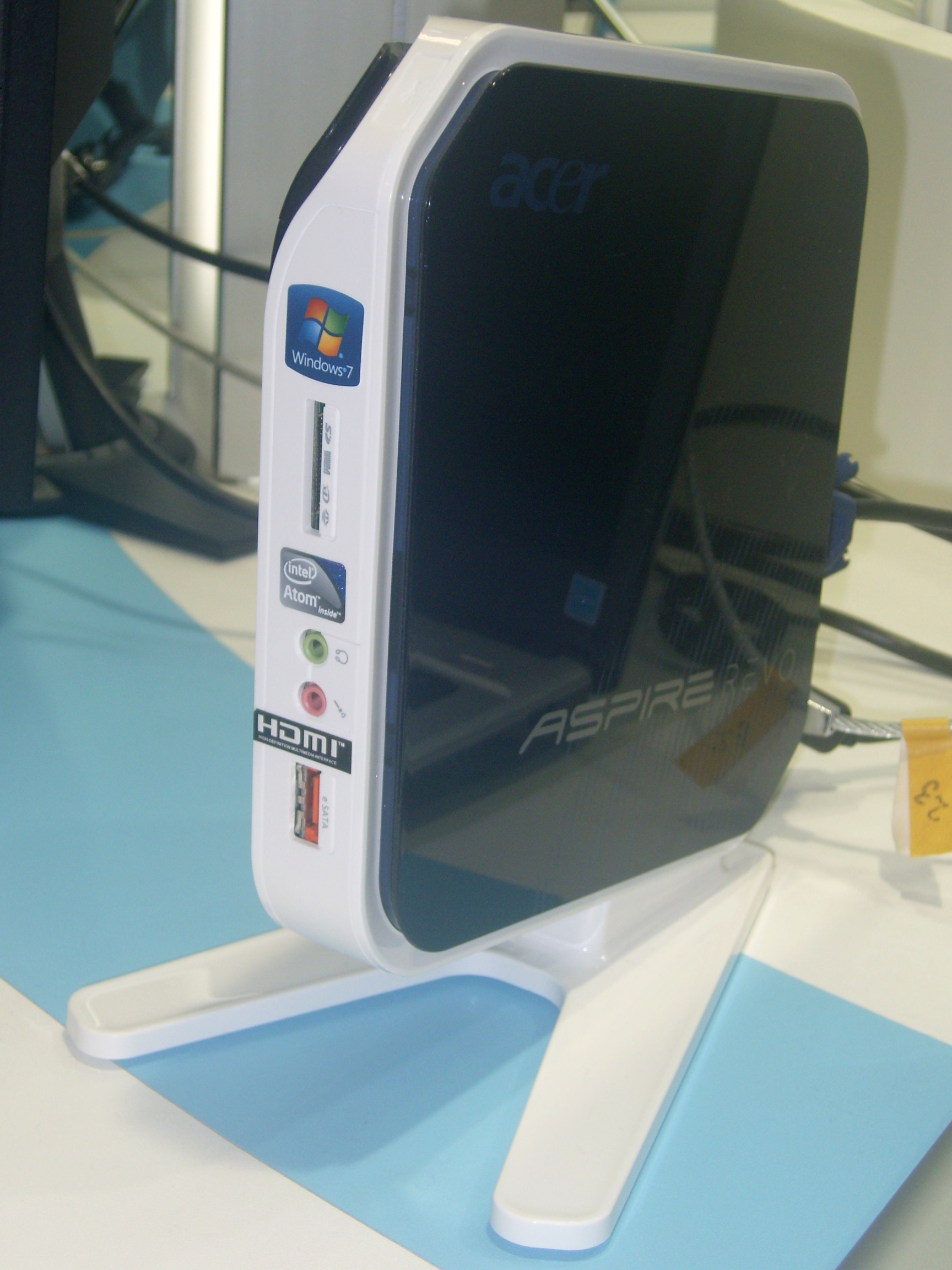
Un Nettop Acer (2009)

Du fait de son format, un NetTop peut trouver sa place partout où l'on a besoin de la puissance de calcul d'un ordinateur, mais où l'on ne souhaite pas en supporter les nuisances (bruit, encombrement, consommation électrique). Parmi les usages alternatifs à la fonction première, on trouve ainsi :
- HTPC, placé derrière un écran plat pour la lecture de vidéo. On peut également y adjoindre un syntoniseur de télévision ;
- Serveur informatique personnel, par exemple pour partager des fichiers dans une structure familiale, ou encore monter un petit site web.

L'immaturité relative de la demande fait que les fonctionnalités ne sont pas encore totalement définies, comme :
- la présence ou non d'un lecteur de disque optique ;
- le type de sortie vidéo (VGA/DVI ou HDMI).

En revanche, la compatibilité avec les fixations VESA semble acquise, permettant ainsi aux nettops d'être fixés derrière un écran LCD.
Malgré des avantages bien réels sur la limitation des nuisances informatique, le développement de ce type de machine subit la concurrence des ordinateurs d'entrée de gamme, qui se trouvent à des prix similaires, tout en offrant des performances techniques bien supérieures.